# Gustav Friedrich Scholl

Gustav Friedrich Scholl

Gustav Friedrich von Scholl (* 8. Dezember 1811 in Ludwigsburg; † 30. Juli 1885 ebenda) war württembergischer Oberamtmann an verschiedenen Oberämtern und zuletzt Vizedirektor der Regierung des Neckarkreises in Ludwigsburg.

## Leben
Der Sohn eines Finanzrats studierte von 1830 bis 1833 Rechtswissenschaft und Kameralwissenschaft an der Universität Tübingen. Nach dem zweiten Staatsexamen war er ab 1835 Referendar bei der Regierung des Neckarkreises in Ludwigsburg. 1836 war er Oberamtsaktuar am Oberamt Cannstatt, wo er auch verschiedentlich als Amtsverweser fungierte. 1840 kam er als Kanzleiassistent zur Regierung des Donaukreises nach Ulm. 1841 war er Amtsverweser am Oberamt Wiblingen, danach Sekretär der Stuttgarter Stadtregierung. 1842 kam er als Oberamtsverweser zum Oberamt Münsingen, dem er ab 1844 als Oberamtmann vorstand. Ab 1848 war er Oberamtmann beim Oberamt Kirchheim, ab 1852 beim Oberamt Heilbronn. Aus gesundheitlichen Gründen bat er bereits 1854 um einen Dienstwechsel, so dass er als Regierungsrat zur Regierung des Neckarkreises nach Ludwigsburg versetzt wurde. Dort wurde er später Oberregierungsrat und 1880 schließlich Vizedirektor. 1881 trat er in den Ruhestand.

## Ehrungen, Nobilitierung
Gustav Friedrich von Scholl wurde 1876 mit der Krone zum Ritterkreuz des Ordens der Württembergischen Krone ausgezeichnet, welches mit dem persönlichen Adelstitel verbunden war. 1881 wurde ihm außerdem das Kommenturkreuz 2. Klasse des Friedrichs-Ordens verliehen.